# William Calley
William Laws Calley, né le 8 juin 1943 à Miami (Floride) et mort le 28 avril 2024 à Gainesville (Floride), est un ancien officier de l'armée de terre américaine, tenu responsable par cour martiale de crimes de guerre en 1971 pour le massacre de Mỹ Lai pendant la guerre du Viêt Nam, en 1968. Cet événement suscite un grand retentissement dans l'opinion publique internationale et nourrit l'opposition à la guerre du Viêt Nam.

## Massacre de Mỹ Lai
En mars 1968, le sous-lieutenant William Calley, chef de section au Viêt Nam, participa à un massacre de civils vietnamiens, principalement des femmes, des enfants et des vieillards, dans un hameau proche du village de Mỹ Lai. Les tirs ne cessèrent que lorsque deux sous-officiers américains en hélicoptère, dirigés par Hugh C. Thompson, Jr., remarquèrent le massacre et intervinrent pour empêcher leurs compatriotes d'assassiner plus de civils.
Le lieutenant Calley fut le seul condamné parmi les 26 officiers et soldats inculpés pour ce massacre ou pour l'avoir couvert par la suite. Il fut reconnu coupable de meurtres avec préméditation sur une vingtaine de civils et condamné à la prison à vie. Mais moins de deux jours après sa condamnation, le président Richard Nixon demanda sa libération de prison et son cantonnement au fort militaire de Benning en attendant l'appel du jugement. Les autorités militaires réduisirent sa peine à vingt ans puis le secrétaire à la Défense à dix ans.
Calley fit appel auprès d'une cour fédérale pour non-respect de ses droits, le juge lui donna raison et ordonna sa libération immédiate. Malgré un appel suspensif de l'armée et après plusieurs procédures judiciaires, le lieutenant Calley ne passa finalement que trois ans et demi aux arrêts.
Quarante et un ans après les faits, Calley affirme que cet épisode le « hante ». Le 19 août 2009, il fait part de ses remords devant les membres du club des Kiwanis de l'agglomération de Columbus (Géorgie) : « Il ne se passe pas un jour sans que je ressente des remords pour ce qui s'est passé ce jour-là à Mỹ Lai. J'éprouve des remords pour les Vietnamiens qui ont été tués, pour leur famille, pour les soldats américains impliqués et pour leur famille. Je suis profondément désolé. ».